# Cheetah (EP)
Cheetah è un EP del compositore irlandese Aphex Twin, pubblicato l'8 luglio 2016.

## Il disco
Nel 2015, Richard D. James caricò diverse tracce con nomi come "Cheetah3 Teac" e "CHEETAHT7" sul suo sito SoundCloud, tracce che sono state successivamente rimosse. La copertina dell'EP è  una parodia dello stile di scrittura di lusso tipica degli anni Settanta. L'album è stato annunciato il 9 giugno, con un tweet di James con un link a un sito web per il download dell'EP.
L'EP è stato reso disponibile su vinile, CD, cassette e per il download digitale in vari formati, tra cui MP3, WAV e FLAC.

## Critica
Metacritic, che assegna un punteggio normalizzato su 100 alle recensioni da parte della critica mainstream, assegna a Cheetah un punteggio medio di 74, sulla base di 11 recensioni. Daryl Keating di Exclaim! ha definito l'album: "buono, ma irrilevante, soprattutto quando paragonato con gli album colossali del suo catalogo."

## Riconoscimenti
| Publication | Accolade                              | Year | Rank | Ref. |
| ----------- | ------------------------------------- | ---- | ---- | ---- |
| Pitchfork   | The 20 Best Electronic Albums of 2016 | 2016 | N/A  |      |

## Tracce
| 1.            | "CHEETAHT2 [Ld spectrum]"  | 5:53  |
| 2.            | "CHEETAHT7b"               | 6:43  |
| 3.            | "CHEETA1b ms800"           | 0:27  |
| 4.            | "CHEETA2 ms800"            | 0:37  |
| 5.            | "CIRKLON3 [Колхозная mix]" | 8:13  |
| 6.            | "CIRKLON 1"                | 7:17  |
| 7.            | "2X202-ST5"                | 4:39  |
| Total length: | Total length:              | 33:49 |

## Formazione
- Richard D. James - produttore, compositore
- Beau Thomas - mastering
- The Designers Republic - artwork

## Charts
| Chart (2016)                       | Peak position |
| ---------------------------------- | ------------- |
| UK Albums (OCC)                    | 14            |
| Irish Albums (IRMA)                | 48            |
| Swiss Albums (Schweizer Hitparade) | 63            |
| Australian Albums (ARIA)           | 63            |
| Italian Albums (FIMI)              | 97            |
| US Billboard 200                   | 140           |